# トリケラトプス族
トリケラトプス族 (Triceratopsini) は、カスモサウルス亜科の角竜の族（亜科と属の間の分類階級）の一つ。トリケラトプスおよびカスモサウルス類の派生的な近縁属で構成されている。しかしそのうちいくつかはトリケラトプスと同一であると考える研究者もいる。

## 属の一覧
- アガタウマス
- エオトリケラトプス
- オジョケラトプス
- ポリオナクス
- レガリケラトプス
- タタンカケラトプス
- ティタノケラトプス
- トロサウルス
- トリケラトプス